# Shimada
Shimada (島田市?) è una città giapponese della prefettura di Shizuoka.